# Карпова, Наталья Владимировна
Наталья Владимировна Карпова (род. 6 декабря 1962, Ольгово, Московская область) — русская детская писательница, поэтесса известная под псевдонимом Тётушка Ау.

## Биография
После окончания школы в 1980 году устроилась в детский сад и поступила на заочное отделение Орехово-Зуевского педагогического училища, двадцать лет проработала воспитателем в детском саду. В 1999 устроилась литейщиком пластмасс на фабрику. Во время работы на фабрике решила стать детским писателем. В 2008 году перешла на работу в городской музей «Дмитровский кремль», во время работы в котором был создан литературный салон «Приглашает тётушка Ау». После работала педагогом-организатором в Яхромском детском доме-интернате.
С 2006 года начинает печатать свои стихи в различных периодических изданиях, в их числе журнал «Мурзилка», и участвовать в различных литературных конкурсах. В 2009 году выпущена её первая книжка «Море для лягушки». С 2018 года сотрудничает с издательством Энас-Книга, в котором издано более тридцати книг. Так же сотрудничает с издательствами АСТ, Нигма и др. Ряд книг выпущено с иллюстрациями Любови Ерёминой-Ношин.

## Награды
- 2021 г. — премия Правительства Москвы имени Корнея Чуковского в области детской литературы в номинации «Лучший поэтический сборник для детей в возрасте до семи лет» (за книгу «В книжке дождики живут»)[6]